# TRAPPIST-1 f
TRAPPIST-1 f — экзопланета у звезды TRAPPIST-1 в созвездии Водолея, имеющая диаметр, близкий к диаметру Земли. Пятая по отдалённости от звезды из семи планет в системе. Об открытии объявлено 22 февраля 2017 года на пресс-конференции НАСА, где также стало известно о планетах TRAPPIST-1 e, TRAPPIST-1 g и TRAPPIST-1 h. Другие планеты (b, c и d) были открыты годом ранее, 2 мая 2016 года. Также параметры были обновлены после публикации данных, собранных телескопом «Кеплер».

## Характеристики
Планета обращается вокруг ультрахолодной карликовой звезды TRAPPIST-1 спектрального класса M. Звезда имеет массу 0,08 M☉ и радиус 0,11 R☉. Температура поверхности равна 2559 ± 50 K (примерно 2290 °C). Возраст звезды не менее 7,6 млрд лет. Для сравнения, температура поверхности Солнца составляет 5778 K и его возраст около 4,6 миллиарда лет. TRAPPIST-1 имеет близкую к солнечной металличность: [Fe/H] = 0,04 ± 0,08 (или от 91% до 132% солнечной металличности), а светимость всего 0,052% от солнечной светимости. Из-за малой светимости визуальная звёздная величина TRAPPIST-1 составляет 18,8m, то есть звезду нельзя увидеть ни невооружённым глазом, ни в средний любительский телескоп.
| Земля | TRAPPIST-1 f    |
| ----- | --------------- |
| Земля | {{{exoplanet}}} |

### Физические характеристики
TRAPPIST-1 f имеет размеры, близкие к Земным — её радиус составляет 1,045 R⊕. Однако масса значительно меньше — всего 0,36 M🜨. По этим данным была вычислена средняя плотность, оказавшаяся равной примерно 1,74 г/см3. Такое низкое значение с большой вероятностью говорит о значительном содержании воды и/или других лёгких веществ в составе планеты. Предполагаемая температура поверхности без учёта парникового эффекта атмосферы равна –54 °C. Масса и плотность были известны с большими погрешностями до публикации данных, сделанных телескопом «Кеплер». Есть шанс что она является планетой-океаном, и возможно обитаемой

### Параметры орбиты
Все планеты системы TRAPPIST-1 имеют орбиту, очень близкую к круговой. TRAPPIST-1 f совершает оборот вокруг звезды немногим более чем за 9 дней, а радиус орбиты равен почти 0,04 а.е. Находится в зоне обитаемости звезды TRAPPIST-1. Весьма вероятно синхронное вращение планеты (приливный захват), когда планета всегда повёрнута к звезде одной стороной. Однако наличие терминаторной зоны и плотная атмосфера делают допустимым существование жидкой воды даже при синхронном вращении.